# Villino Macchi di Cèllere a San Saba
Villino Macchi di Cèllere a San Saba é uma pequena villa neobarroco localizada na altura do número 14 da Via di San Saba, no rione San Saba de Roma. Em 1925, as irmãs salesianas do Oratorio delle Figlie di Maria Ausiliatrice del Testaccio não tinham uma sede estável e estavam prestes a acabar com a ordem. A condessa Dolores Macchi di Cèllere, viúva do embaixador da Itália nos Estados Unidos Vincenzo Macchi di Cèllere, desde 1919, resolveu doar-lhes o seu próprio palacete, onde elas estão até hoje.